# Mount Zirkel
Mount Zirkel je nejvyšší hora pohoří Park Range. Leží na severu Colorada, na hranici okresů Jackson County a Routt County.
Je součástí jižní části Skalnatých hor. Hora je pojmenovaná po německém geologovi Ferdinandovi Zirkelovi.